# Cañada Rosal
Cañada Rosal – gmina w Hiszpanii, w prowincji Sewilla, w Andaluzji, o powierzchni 25,45 km². W 2011 roku gmina liczyła 3272 mieszkańców.